# Palmillas
Palmillas è una municipalità dello stato di Tamaulipas, nel Messico centrale, il cui capoluogo è la località omonima.
Conta 1.795 abitanti (2010) e ha una estensione di 478,05 km².
Il paese deve il suo nome alla gran quantità di palme presenti nei dintorni.